# Louise-Madeleine de La Motte

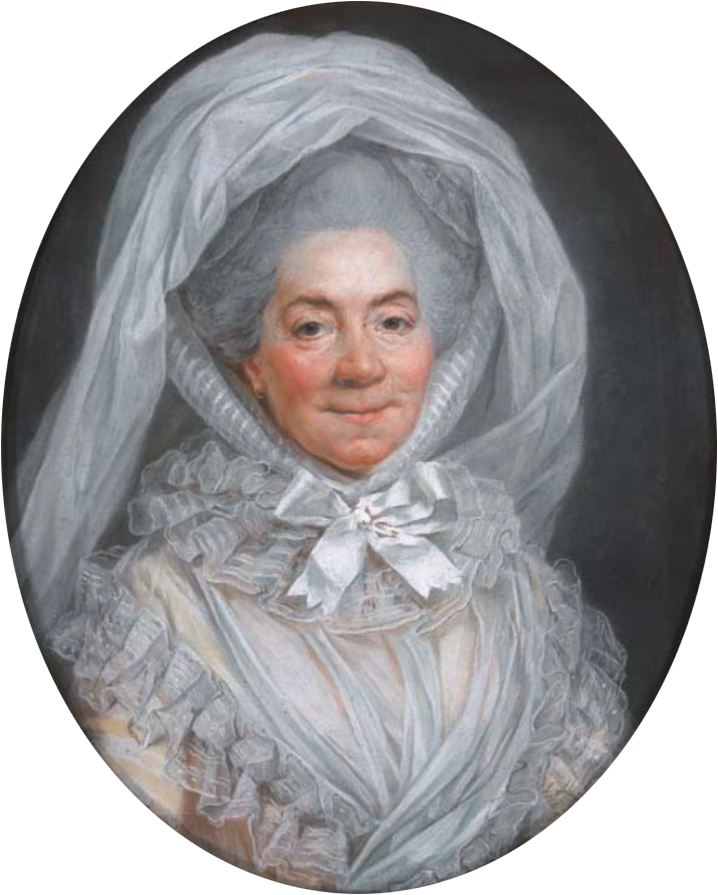
Louise-Madeleine de la Motte, von Joseph Ducreux nach Roger Portalis eine Zusammenarbeit von Maurice Quentin de La Tour und Adélaïde Labille-Guiard.

Louise-Madeleine de La Motte (* 12. März 1699 in Paris; † 24. Dezember 1745 ebenda) war eine Angehörige der wohlhabenden Pariser Bourgeoisie und die Mutter von Madame de Pompadour, der einflussreichen Mätresse des französischen Königs Ludwig XV.

## Leben
De La Motte entstammte einer gut situierten Familie. Ihr Vater Jean de La Motte war als Versorgungsbeamter der Artillerie (Commissaire de l’Artillerie) und als Lieferant der Fleischrationen für die Veteranen im Pariser Invalidenhaus tätig. Ihre Mutter war Marie-Louise Thiercelin, die 1687 Jean de La Motte in Versailles geheiratet hatte. Zeitgenössische Berichte rühmten ihre Schönheit und charmante Erscheinung – sie wurde als „eine Venus“ und Edelkurtisane beschrieben.
Am 11. Oktober 1718 heiratete sie den wohlhabenden Finanzbeamten François Poisson (1684–1754) in der Pariser Cathédrale Saint-Louis-des-Invalides. Poisson war als Heereslieferant und Verwalter für die einflussreichen Bankiers Jean Pâris de Monmartel, der zeitweise nach Ludwig XV. die zweitreichste Person im Königreich war, und Joseph Pâris-Duverney tätig. Am 30. Dezember 1721 wurde Jeanne-Antoinette Poisson geboren, die spätere Madame de Pompadour. Ihre Namen erhielt sie von ihren Paten Jean Pâris de Monmartel und Antoinette Justine Pâris. Am 18. Februar 1727 wurde der Sohn Abel François Poisson de Vandières geboren, der als Marquis de Marigny ein bedeutendes Amt als Kunst- und Bauintendant des Königs bekleidete.
Louise-Madeleine de La Motte bewegte sich in gehobenen Pariser Kreisen und führte ein für die Zeit liberal wirkendes Leben. Sie unterhielt angeblich mehrere Liaisonen mit einflussreichen Persönlichkeiten. So zählten laut damaligen Berichten Charles François Paul Le Normant de Tournehem, Jean Pâris de Montmartel und Gottfried von Wedderkop zu ihren Liebhabern.
François Poisson kam in den Strudel der Spekulationsblase von John Law und wurde am 23. April 1727 zur Rückzahlung von 232.430 Livres und einer Bestrafung verurteilt, doch er zog die Flucht in das Ausland nach Hamburg vor. In Abwesenheit ihres Gatten musste de La Motte für sich und die Kinder selbst sorgen. Le Normant de Tournehem trat in dieser Zeit an ihre Seite. Er übernahm 1725 offiziell die Vormundschaft für Jeanne-Antoinette und unterstützte de La Motte finanziell, sodass die Tochter in Poissy eine Ausbildung als Ursulinin erhielt. Sein Neffe Charles Guillaume Le Normant d'Étiolles heiratete später Jeanne-Antoinette Poisson.
Louise-Madeleine de La Motte verstarb im Alter von 45 Jahren, nur wenige Monate nach dem Aufstieg ihrer Tochter zur Mätresse des Königs. Sie wurde im Kapuzinerkonvent Paris beigesetzt. Dort fand 1764 auch Madame de Pompadour ihre letzte Ruhestätte, sodass Mutter und Tochter nebeneinander begraben lagen.